# 울릉공항
울릉공항(鬱陵空港, 영어: Ulleung Airport)은 경상북도 울릉군 울릉읍 사동리에 건설 중인 공항으로 2028년 3월에 개항할 예정이다.

## 계획 및 운항노선
울릉공항은 2020년 11월 27일에 착공한 뒤 2027년 말까지 건설될 예정이며 사업비는 총 6,633억원으로 길이 1200m × 폭 30m 활주로 1본과 여객터미널을 갖추어 60인승 이하 소형항공기가 운항하게 된다.
이 사업은 울릉도 남단에 위치한 가두봉(194m)을 깎아내고 거기에서 얻은 암석과 토사로 가두봉 동북쪽에 위치한 사동항 방파제의 바깥쪽 바다를 23만6천여㎡ 매립한 뒤 해당 절토지와 매립지에 활주로와 계류장 그리고 여객터미널을 짓겠다는 계획이다.

## 역사
울릉공항 사업은 1980년대부터 수차례 추진되었으나, 공사의 어려움에 따른 막대한 예산 투입에 비해 기대되는 편익이 적어서 경제성 문제로 실행되지 못했다.
2010년에 실시된 기획재정부 예비타당성 조사에서도 경제성 분석(B/C) 수치는 0.77에 그쳐 경제성이 낮다는 이유로 사업이 보류되었고, 2012년에는 활주로 길이를 1,200m에서 1,100m로, 활주로 부지의 폭을 150m에서 80m로 각각 줄여서 사업비를 2010년의 6천400억 원에서 4천798억 원으로 낮춰 예비타당성 조사를 다시 실시했지만 편익을 보다 보수적으로 평가해 B/C 수치는 0.70으로 오히려 떨어졌다.
그러나 2013년, 같은 내용의 사업안이 특별한 이유 없이 B/C가 1.19로 편익이 비용을 넘는다는 평가를 받아 예비타당성 조사를 통과했고, 건설이 확정되었다. 당시에는 2014년부터 공항을 건설하여 2020년에 개항한다는 계획이었다.
2015년에는 활주로 길이를 1,100m에서 다시 1,200m로 늘리고, 사업비를 4천798억 원에서 5천805억 원으로 증액하는 기본계획이 고시되었다. 이 때는 2016년부터 공항을 건설하여 2020년 말에 개항하기로 계획하였다.
2016년에 턴키(설계·시공 일괄 입찰) 방식으로 공사가 발주되었는데, 활주로 건설 등을 목적으로 바다를 매립하기 위해 절취하기로 했던 가두봉의 암석이 매립용으로 쓰기에는 강도가 부족하다는 것이 드러났고 이로 인해 공사비가 1천 억 가까이 추가로 들 거라고 예상되어 공사가 계속 유찰되었다. 이에 따라 2017년에는 개항 계획이 2022년 이후로 다시 연기되었다.
2019년에 정부는 울릉공항 건설 사업비를 6천633억 원으로 늘리고, 2020년부터 공항을 건설하여 2026년 상반기에 개항한다고 계획을 수정하였다.
2020년 11월 27일 공식적으로 착공식이 거행되었다. 그러나 개항 시기가 2026년 상반기에서 2028년 상반기로 연기되었다.

## 경제성 및 특이 사항
- 울릉공항 계획이 예비타당성 조사를 통과한 2013년의 경제성 분석(B/C)은 직전년도인 2012년의 B/C에 비해 비용은 그대로인데 편익은 1년 만에 1.7배 증가했다. 반면, 사업비는 예비타당성 조사를 통과하기 위해 줄였던 4천798억 원에서 다시 경제성이 없다고 평가된 2010년 수준인 6천633억 원으로 증가되었다.[3][4][1]

- 울릉도는 동해 한가운데에 위치한 화산섬으로 지형 특성상 섬의 산간 지역에 공항 부지를 조성하기 곤란하여 수심이 깊은 바다를 매립해야 하는데, 사업부지 주위의 매립용으로 쓸 만한 암석은 83만㎥인데 비해 매립 공사에는 그 4.2배인 350만㎥의 암석이 필요해 턱없이 부족하다.[10] 일각에서는 막대한 사업비를 절반 이상 줄일 수 있다며 부유식 활주로가 대안으로 제시되기도 했지만, 적용된 공항의 사례가 없어서 배제되었다.[11]

## 같이 보기
- 울릉도
- 흑산공항